# Oktober 1937
| Deze maand                                                                              |
| --------------------------------------------------------------------------------------- |
| - Nationalisten rukken op in Spanje - Einde Van Zeeland II - Japanse aanval op Shanghai |

De volgende gebeurtenissen speelden zich af in oktober 1937. 
- 1 - In Nederland treedt J.A.N. Patijn aan als minister van buitenlandse zaken.
- 1 - Het Opperste Arabische Comité in Palestina wordt onwettig verklaard. Een aantal vooraanstaande leden wordt gearresteerd met de bedoeling ze te deporteren.
- 1 - Op een internationaal congres van het diamantbedrijf in Antwerpen wordt een Internationaal Verbond van Diamantorganisaties Inverdi opgericht.
- 2 - De KLM vliegt vanaf deze datum 3 in plaats van 2 keer per week op Nederlands-Indië.
- 4 - In Den Haag begint een match om het wereldkampioenschap schaken tussen Max Euwe en Aleksandr Aljechin.
- 5 - President Roosevelt toont zich in een toespraak bezorgd over de internationale oorlogstoestand.
- 6[1] - De afgetreden Tsjechische minister van financiën Josef Kalfus keert terug in functie.
- 7[1] - Een Volkenbond-resolutie betreffende de non-interventie in de Spaanse Burgeroorlog wordt verworpen door tegenstemmen van Portugal en Albanië.
- 8 - Japan verklaart zich bereid tot onderhandelingen met buitenlandse mogendheden over het conflict met China, maar niet als het al vooraf tot agressor wordt verklaard.
- 8[1] - Na een conflict met president Atatürk trekt de Turkse minister-president İsmet İnönü zich, formeel om gezondheidsredenen, terug uit de regering.
- 8 - Turkije en de Sovjet-Unie sluiten een handelsverdrag.
- 10[1] - De Britse Labour Party stemt in grote meerderheid tegen een voorstel tot het vormen van een verenigd front met de communisten.
- 10[1] - De 'Commissie van 25' van de Volkenbond verklaart het optreden van Japan tegen China als niet gerechtvaardigd; en roept alle leden van de Volkenbond op zich te onthouden van acties, die China zouden kunnen verzwakken.
- 12 - Shanghai wordt zwaar gebombardeerd door de Japanners.
- 12 - Frankrijk en Joego-Slavië vernieuwen hun vriendschapsverdrag.
- 13 - Duitsland verklaart de Belgische soevereiniteit en grenzen te blijven eerbiedigen.
- 14 - Italië zegt Japan moreel te steunen in haar actie 'ter zelfverdediging' in China.
- 14 - In Palestina wordt de trein tussen Lydda en Raseles opgeblazen.
- 14 - In Italië wordt een groot proces wegens anti-fascistische en communistische activiteiten afgerond.
- 15 - Franco stelt de hoogste Nationalistisch-Spaanse onderscheiding van de Orde van de Rode Pijlen in, en kent deze toe aan Victor Emmanuel III, Mussolini en Hitler.
- 16 - Frankrijk dient voorstellen in bij de non-interventiecommissie voor de Spaanse Burgeroorlog, die een gecontroleerde terugtrekking van alle buitenlandse vrijwilligers inhouden.
- 18 - De kathedraal van Reims wordt na een volledige restauratie geconsacreerd.
- 19 - De regering-Blech in Luxemburg treedt af.
- 20 - De Tweede Kamer stemt over een aantal wijzigingen in de Grondwet.
  - aangenomen: verlaging van toelage van de Koning en (ex-)Tweedekamerleden, mogelijkheid van ministers zonder portefeuille, versoepeling evenredige vertegenwoordiging, openbare lichamen voor beroep of bedrijf
  - verworpen: lidmaatschap vertegenwoordigende lichamen vervallen bij gebruik onwettige politieke middelen, beperking politieke onschendbaarheid en verkiesbaarheid bij politieke delicten
- 20 - Italië keurt de voorstellen voor terugtrekking van de vrijwilligers in de Spaanse Burgeroorlog grotendeels goed. Duitsland sluit zich hierbij aan.
- 20 - Roberto Ortiz wordt gekozen tot president van Argentinië.
- 20 - In Bulgarije wordt een nieuwe kieswet aangenomen.
- 21 - De Nozema neemt in Delft een nieuwe radiocentrale officieel in gebruik.
- 22 - De Nationalisten veroveren Gijón en Avilés.
- 22 - De vergadering van de niet-inmengingscommissie komt toch weer in zwaar weer door niet-verenigbare eisen van Italië en de Sovjet-Unie.
- 23 - Het leger neemt de macht over in Ecuador, met minister van defensie generaal Alberto Enriquez als nieuwe president.
- 24 - De Centrumpartij in Danzig wordt ontbonden.
- 24 - De Japanse troepen gaan in de aanval bij Shanghai.
- 25 - Jean Batten vliegt in een recordtijd van 5 dagen en 18 uur van Australië naar Engeland.
- 25 - Celal Bayar is de nieuwe minister-president van Turkije.
- 25 - De Belgische Regering-Van Zeeland II treedt af.
- 25 - Piet Aalberse, voorzitter van de Tweede Kamer, wordt per 10 november benoemd tot lid van de Raad van State.
- 28[1] - In Tsjecho-Slowakije worden politieke vergaderingen verboden en de gemeenteraadsverkiezingen uitgesteld.
- 28 - Vanuit hun marinebasis op Palma de Mallorca gaan de Nationalisten in Spanje over tot een volledige blokkade van de Spaanse oostkust.
- 30 - De Spaanse (Republikeinse) regering verplaatst haar zetel van Valencia naar Barcelona.
- 31 - Fiorello La Guardia wordt herkozen als burgemeester van New York. Hij boekt een ruime overwinning op zijn uitdager Jeremiah Mahoney.

en voor het overige:
- De KNILM krijgt toestemming voor het starten van een luchtverbinding tussen Nederlands-Indië en Australië.
- Italië zendt in hoog tempo troepenversterkingen naar Libië.
- De Nationalisten in de Spaanse Burgeroorlog nemen Asturië geheel in handen.
- Egypte versterkt de verdediging aan zijn grens met Libië.
- In Duitsland wordt een perscampagne gestart tegen de behandeling van de Sudeten-Duitsers in Tsjecho-Slowakije.
- Antisemitisch geweld in Danzig neemt sterk toe.

<< · januari · februari · maart · april · mei · juni · juli · augustus · september · oktober · november · december · >>